# Dragonette (opereta)
Dragonette (jméno či spíše přezdívka hlavní hrdinky, přibližně „dragounečka“, „dívka od dragounů“) je opereta (opérette-bouffe) o jednom dějství francouzského skladatele Jacquese Offenbacha z roku 1857. Autory libreta byli Eugène-Gaston Mestépès a Adolphe Jaime mladší. Dragonette měla premiéru 30. března 1857 v pařížském divadle Théâtre des Bouffes-Parisiens, jehož byl Offenbach ředitelem.

## Vznik, charakteristika a historie
Po bláznivé grotesce Rytíř Chrupželezo aneb Poslední z paladinů, která měla v Offenbachově divadle premiéru v únoru 1857, následovalo opět umírněnější dílo – podle slov Offenbachova životopisce Jeana-Clauda Yona „snad aby odčinilo výstřednosti Chrupželeza“. Libreto napsali Adolphe Jaime mladší (vl. jm. Louis-Adolphe Gem, 1825–1901), spoluautor Chrupželeza, a Eugène Mestépès (1818–1875), který byl v té době sekretářem Bouffes-Parisiens a pro Offenbacha již napsal Čarovné housle a Tři ďáblovy polibky; oba byli i později plodnými autory operetních libret. Vojenský a vlastenecký námět (děj operety se odehrává za revolučních válek roku 1796 poblíž Rýna) vyhovoval náladě francouzské společnosti po vítězné krymské válce a vojenské prostředí je tentokrát vyobrazeno s většími sympatiemi než v jiných Offenbachových dílech z doby druhého císařství. Hlavní dějová linie spíše sentimentální; komický prvek přinášejí vedlejší postavy, především postava vojenské kuchařky jako rôle travesti. Zajímavým prvkem je komická lekce tradičního francouzského bojového umění – boje s holí – které bylo v Offenbachově době dosud populární. Jedním z důvodů, proč byla opereta napsána, bylo sloužit pro debut teprve patnáctileté Coralie Guffroy (pro divadlo se psala „Coraly“, po sňatku známá pod jménem Coralie Geoffroy) v titulní roli.
Dragonette má jediné dějiště a jen velmi prostý, spíše naznačený děj; spíše než skutečné hudebně-dramatické dílo je to „malý vojenský obrázek“ (J.-C. Yon). Dobová kritika vytušila vzor pro tuto operetu v Donizettiho Dceři pluku; Jules Levy psal: „Monsieur Offenbach, který uvedl nedávno svého Roberta ďábla [míněna fantastická opereta Tři ďáblovy polibky], chtěl mít svou Dceru pluku.“ Opereta ostatně končí „rataplanem“ s pokřikem „Vive la France“ podobně jako Dcera pluku („Salut à la France“). V kontextu Offenbachova díla je Dragonette také předzvěstí posledního velkého úspěchu, kterého se skladatel dožil, opéry comique Dcera plukovního tambora z roku 1879.
Původní inscenace Bouffes-Parisiennes byla osobním úspěchem debutantky a valčík z Dragonette se stal populární taneční melodií, ale opereta samotná nezaznamenala žádný větší ohlas u publika ani u kritiky. Velkého úspěchu toto vlastenecké dílko dosáhlo paradoxně mimo Francii, na prvním zájezdu souboru Bouffes-Parisiens do Londýna v květnu a červnu 1857. Tam divadlo představilo většinu svého repertoáru a právě Dragonette (spolu se Dvěma slepci) zaujala nejvíce. Dne 17. června 1857 dokonce divadlo uspořádalo zvláštní představení v rezidenci francouzské královny Marie Amálie Orleans House ve Twickenhamu u Londýna; zpěv „Vive la France“ prý královně vehnal slzy do očí. (Jacques Offenbach současně prostřednictvím svých známých ujišťoval dvůr Napoleona III., že představení pro sesazenou královnu nebylo na újmu jeho loajalitě vládnoucímu režimu.) Až po skladatelově smrti ji 9. září 1883 uvedlo kodaňské divadlo Dagmarteatret; dosáhla 11 repríz.
Jinak Dragonette za hranice Francie nepronikla a i ve své vlasti patří mezi velmi málo uváděná díla Jacquese Offenbacha. Jednou z nedávných výjimek je inscenace na festivalu v Étretatu 2014. Pod společným tématem „Offenbach a vojáci“ zde byla uvedena spolu s další málo hranou operetou Fleuretta aneb Švadlenka a trubač (1872) v roce 100. výročí začátku první světové války; tato inscenace společnosti La Péniche Opéra se hrála rovněž v Théâtre Impérial de Compiègne a v pařížském divadle Vingtième Théâtre. V prosinci 2016 připravila inscenaci Dragonette – v kombinaci s Offenbachovou jednoaktovkou Rytíř Chrupželezo aneb Poslední z paladinů – Státní opera Stara Zagora; uvedla ji také na zájezdech v Sofii, Plovdivu a Gorne Orjachovici.
Opereta má předehru a sedm zpěvních čísel.

## Osoby a první obsazení
| osoba                                                            | hlasový obor | světová premiéra (30.3.1857)             |
| ---------------------------------------------------------------- | ------------ | ---------------------------------------- |
| Lambert, starý seržant                                           | baryton      | (Louis-)Prosper Guyot                    |
| Tytire, taneční mistr                                            | tenor        | Henri Tayau                              |
| Madame Adelaïde Schabraqueová, polní kuchařka a bojovnice s holí | tenor        | Léonce (vl. jm. Édouard-Théodore Nicole) |
| Dragonette, Lambertova osvojenka                                 | soprán       | Coraly Guffroy                           |
| Dirigent:                                                        | Dirigent:    | Jacques Offenbach                        |

## Děj operety

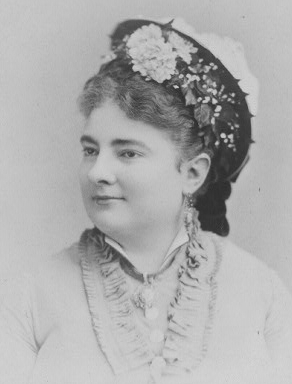
Coralie Guffroy, první představitelka Dragonette

(U břehu Rýna roku 1796) Tábor francouzské 32. polobrigády se ocitl v obležení. Voják Tityre, civilním povoláním vesnický houslista a učitel tance, se snaží ladit své housle, což je za hluku panujícího ve vojenském táboře obtížné. Starý seržant Lambert se v něm snaží vzbudit vlasteneckou kuráž, ale Pikarďan Tityre je jen vlažným Francouzem a v každé=m případě je pacifistou – nejraději by si s nepřáteli podal ruce a nechal všechny v klidu vrátit se do svých domovů (č. 1 komické kuplety kuplety Les ennemis sont mes amis). Tato slova však nejsou příhodná v situaci, kdy je tábor obklíčen a nikomu se nepodařilo navázat kontakt s hlavním vojem, aby poslal posily. Je zakázáno vzdalovat se z tábora a každé překročení linie hlídek je považování za dezerci.
Přichází kuchařka, madame Adelaïde Schabraqueová, nabízí oběma mužům kořalku (schnik) a koketuje s Tityrem, kterému učarovala. Lambert zanotuje vojenskou pijáckou píseň (č. 2 pijácká píseň Le troupier-z'en campagne). Seržant Lambert se před patnácti lety ujal sirotků-dvojčat Juliena a Dragonette, kteří jej všude provázejí, ale jak mu sděluje madame Schabraqueová, Julien dnes ráno chyběl při ranním nástupu. lambert si z toho nic nedělá, ale vzápětí mu přinesou rozkaz od jeho plukovníka. Podle něj je Julien od půlnoci pohřešován a při nástupu pět minut po poledni – což je za slabou půlhodinku – má být před mužstvem prohlášen za zběha. Seržant je zděšen.
S veselou přichází Julienova sestra Dragonette a zpívá si o svém dětství stráveném na francouzských bojištích (č. 3 kuplety Allons, prends ton verre). Tityre a Schabraqueová se diskrétně vzdálí, aby mohl Lambert své schovance vysvětlit situaci. Když se dívka dozví, že její bratr má být obviněn z dezerce, tvrdí seržantovi, že se Julien neztratil a že mu ho hned přivede.
Tityre a Schabraqueová se vracejí – vydali se sice romanticky na fialky, přinášejí však plný koš hub na polévku… Madame není jen vojenskou kuchařskou, ale i mistryní v zápase s holí a uděluje Tityrovi dlouho slibovanou lekci svého bojového umění (č. 4 duet buffo Du maintien et de la grâce). Cvičení je dosti namáhavé, a když je z něj Tityre příliš unaven, zahraje svému idolu k tanci valčík (č. 4a valčík pro housle). Lambert je přesvědčen, že Julien dezertoval. Přichází však Dragonette, která využila své podoby s bratrem a oblékla si jeho uniformu. Vydává se teď přede všemi za Juliena (č. 4a valčík pro housle a ansámbl Tout est perdu car Dragonette).
Jenže Tityre brzy pojme podezření, když uvidí na „Julienově“ ruce Dragonettin prsten. Odvádí kuchařku, aby jí sdělil své pochyby: Dragonette-Julien a seržant Lambert zatím hovoří o vojenském životě a Lambert vzpomíná na den, kdy byl povýšen na kaprála (č. 5 duet Vous aviez quarante ans). Dragonette se přitom snaží různými způsoby zmocnit se plukovníkova rozkazu, ale marně. Tityrovi se mezitím stále nepodařilo o svém podezření přesvědčit madame Schabraqueovou. Hudebník se proto nabízí, že půjde vyhledat Dragonette, prý aby se mohla přivítat s bratrem – ve skutečnosti tím chce její převlečení odhalit. „Julien“ se mu v tom snaží zabránit tím, že mu zakáže dvořit se nadále kuchařce, naopak sám vyznává madame Schabraqueové lásku a daruje jí zmíněný prsten. Kuchařka je mladíkovým vyznáním polichocena, seržant Lambert překvapen a ani Tityre se nyní neodvažuje zanechat svou milou potenciálnímu sokovi a jít hledat Dragonette, byť ho k tomu všichni vybízejí.
V drobné potyčce však Dragonettě spadne vojenská čepice a její podvod vyjde najevo. Dívka přiznává, že se snažila lží chránit svého bratra (č. 6 kuplety Oui, j'ai menti). Ten se prý pokusil přijít nepřátelským územím a slíbil, že pokud přitom nezahyne, vrátí se dnes v poledne s posilami. Je právě poledne a zvuk Julienovy píšťaly ohlašuje příchod posil – mise mladého odvážlivce se zdařila. Všichni se radují, že je Julien živ a zdráv, a provolávají slávu Francii (č. 7 finále Écoutez! Écoutez!).